# أسماء أغلالو
أسماء أغلالو (مواليد سنة 1969) هي سياسية مغربية تنتمي لحزب التجمع الوطني للأحرار، وتشغل حاليا منصب عمدة العاصمة المغربية الرباط. وهي أول امرأة تشغل منصب عمدة العاصمة الرباط.

## الفوز بمنصب عمدة العاصمة
انتخبت أسماء أغلالو يوم الجمعة 24 سبتمبر 2021 عمدة للعاصمة المغربية الرباط، خلفا لمحمد صديقي عن حزب «العدالة والتنمية»، ونالت أغلالو منصب عمدة الرباط على حساب منافسيها الحسن لشكر عن حزب «الاتحاد الاشتراكي للقوات الشعبية» الذي صوت لصالحه 7 منتخبين، وبديعة بناني عن حزب «العدالة والتنمية» التي نالت 8 أصوات فقط.